# Macropsis infuscata
Macropsis infuscata är en insektsart som först beskrevs av Sahlberg 1871.  Macropsis infuscata ingår i släktet Macropsis, och familjen dvärgstritar. Arten är reproducerande i Sverige.